# Vay (kulle)
Vay är en kulle i Antarktis. Den ligger i Sydshetlandsöarna. Argentina, Chile och Storbritannien gör anspråk på området.
Terrängen runt Vay är varierad. Trakten är obefolkad. Det finns inga samhällen i närheten.